# آنتون فلشار
آنتون فلشار  (به اسلواکی: Anton Flešár؛ زادهٔ ۸ مهٔ ۱۹۴۴ – درگذشتهٔ ۱۱ آوریل ۲۰۲۴) بازیکن فوتبال اهل چکسلواکی بود.
از جمله باشگاه‌هایی که وی در آنها بازی کرده‌است، می‌توان به دوکلا پراگ اشاره کرد.

وی همچنین در تیم ملی فوتبال چکسلواکی بازی کرده‌است.